# Наомі Руеле
Наомі Руеле (13 січня 1997) — ботсванська плавчиня.
Учасниця Олімпійських Ігор 2016 року.